# Venable
Venable är en ort i Mexiko.   Den ligger i kommunen Pánuco och delstaten Veracruz, i den östra delen av landet, 300 km norr om huvudstaden Mexico City. Venable ligger 9 meter över havet och antalet invånare är 103.
Terrängen runt Venable är platt. En vik av havet är nära Venable åt nordväst. Runt Venable är det tätbefolkat, med 297 invånare per kvadratkilometer. Närmaste större samhälle är Tampico, 19,3 km nordost om Venable. Trakten runt Venable består till största delen av jordbruksmark.